# 普利亞區格拉維納

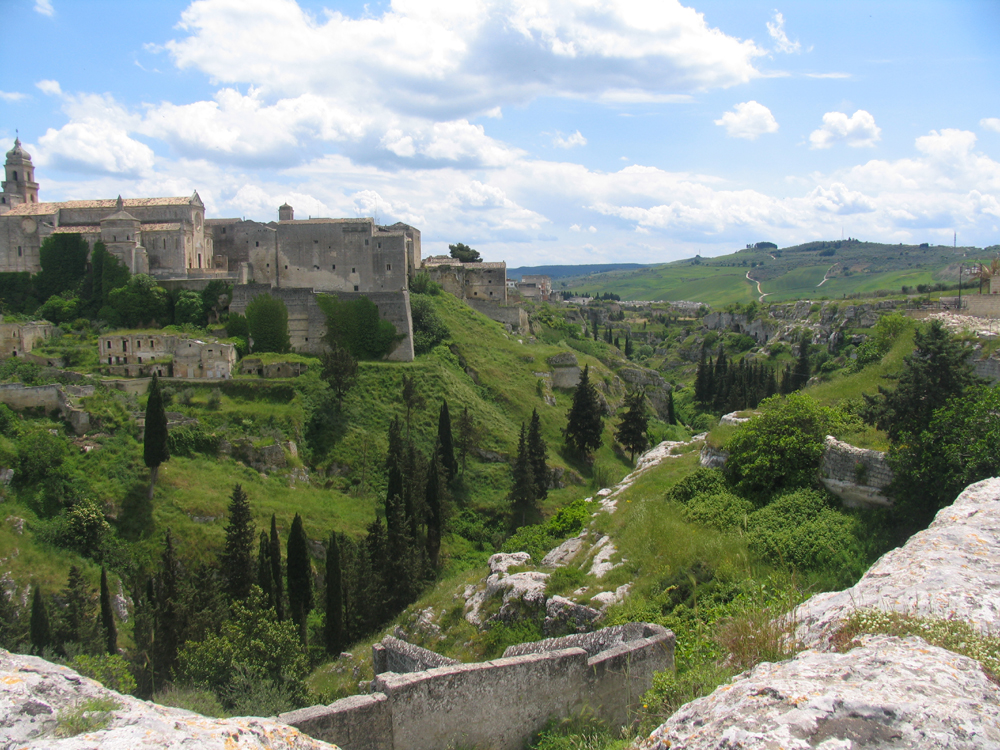

普利亞區格拉維納（義大利語：Gravina in Puglia）是意大利普利亚大区巴里廣域市的一个市镇，位於該國南部，面積381.36平方公里，海拔高度350米，2009年人口44,312，人口密度每平方公里120人。

## 外部連結
- 官方网站 （意大利文）
- Documentary Film about the Sassi di Matera and the Gravina, Roba Forestiera, 44 min., 2004 （页面存档备份，存于）